# ویلیام پیانو
ویلیام پیانو (انگلیسی: William Pianu؛ زادهٔ ۷ دسامبر ۱۹۷۵) بازیکن فوتبال اهل ایتالیا است.
از باشگاه‌هایی که در آن بازی کرده‌است می‌توان به باشگاه فوتبال یوونتوس، باشگاه فوتبال چیتادلا، باشگاه فوتبال ونتزیا، باشگاه فوتبال باری، باشگاه فوتبال تریستیانا، باشگاه فوتبال پرو ورچلی، و باشگاه فوتبال یو. اس. پرگولیتزه اشاره کرد.